# Ford do Brasil
Ford do Brasil ist die brasilianische Tochtergesellschaft des US-amerikanischen Automobilherstellers Ford und wurde am 24. April 1919 gegründet. Man begann mit der Montage von CKD-Kits des Personenwagens T-Modell und des Lastwagens TT-Modell, die aus den USA eingeführt wurden. Die Marke Ford gab es im Lande aber schon seit 1904, als komplette Modelle von Ford aus den USA importiert wurden. Im Januar 2007 übernahm Ford do Brasil den Automobilhersteller Troller Veículos Especiais S/A. Am 12. Januar 2021 gab die Muttergesellschaft die Einstellung der Produktion in Brasilien bekannt.

## Von der Montage zur Fertigung
Ford Motor do Brasil S.A.  – damals der vollständige Name der Firma – weihte am 17. April 1957 eine komplette Fertigungslinie für den Pritschenwagen F-600 ein, ein Fahrzeug, das dem in den USA hergestellten F-100 stark ähnelte. Der Wagen wurde von einem V8-Motor mit 4457 cm³ Hubraum angetrieben; 40 % der Teile kamen aus Brasilien. Die übrigen Teile wurden weiterhin aus den USA eingeführt, aber mit der Zeit wuchs der Prozentsatz der im Lande hergestellten Teile.

## Übernahme von Willys-Overland do Brasil
Am 9. Oktober 1967 übernahm Ford die in wirtschaftliche Schwierigkeiten geratene Willys-Overland do Brasil S.A. als Hauptaktionär und integrierte die Fabrik in São Bernardo do Campo, ebenso wie die PKW-Modelle Willys Aero und Willys Itamaraty, das Nutzfahrzeug Willys F-75 und den populären Geländewagen Willys Jeep, in seine brasilianische Fertigung. Hinzu kam die in Lizenz gefertigte Renault Dauphine.
Als Ford die brasilianischen Aktivitäten von Willys übernahm, erbte man auch das in Zusammenarbeit mit Renault entstandene „Projekt M“ mit Frontantrieb, das in Brasilien im Ford Corcel mündete. In Europa wurden daraus der Dacia 1300 und der Renault 12. Alle drei sind technisch ähnlich, der Ford unterschied sich aber in der Form der Karosserie. 1970 gehörte der Corcel zu den beliebtesten Autos; er verkaufte sich als 4-türige Limousine sehr gut und wurde auch als 2-türiges Coupé für die jüngeren Käufer gefertigt. Als Kombi hieß er Ford Belina. Der Corcel GT bot mehr Leistung, eine schwarze Motorhaube und Rallyestreifen an den Seiten.

## Bereinigung der Produktpalette
Die Mittelklasselimousine war damals der alte Ford Aero, der eigentlich eine modifizierte Version des Aero Eagle war, den Kaiser-Willys ab 1954 in den USA gebaut hatte und der in Brasilien später als Aero Willys verkauft wurde. Als Chevrolet 1968 den Opala einführte, der mit 2 und 4 Türen sehr populär war, brachte Ford dringend einen Ersatz für den alten Aero.
Ford do Brasil baute auch den Galaxie, eines der wenigen V8-Modelle, das je in Brasilien gebaut wurde. Anfangs waren diese Fahrzeuge mit den Y-Motoren mit 4,5 l oder 4,8 l aus den Pritschenwagen und der Karosserie der 1965 in den USA hergestellten 4-türigen Limousine ausgestattet. Der Wagen galt damals als Statussymbol, als Fahrzeug der Reichen und Mächtigen. 1974 weihte Ford do Brasil die Fabrik in Taubaté bei São Paulo ein, wo der Galaxie mit dem neuen 4,9-l-V8-Motor gefertigt wurde.

## Die Zeit des Maverick
Bei der São Paulo Auto Show im Mai 1973 wurde der Ford Maverick als Modell 1974 vorgestellt, obwohl er dem Modell 1970 mit ausgeformten Stoßfängern fast aufs Haar glich. Es gab drei Ausführungen, das Basismodell Super, den eleganteren Super Luxo, beide mit dem Willys-Sechszylindermotor, und den sportlichen GT mit 4,9-l-V8-Motor, den es auf Wunsch auch im Super Luxo gab. Dieser Wagen war größer als die durchschnittlichen brasilianischen Autos und verkaufte sich in den ersten beiden Jahren sehr gut. Später konnte nur noch das 2-türige Super-Luxo-Modell die Erwartungen erfüllen und 1979 wurde die Fertigung des Maverick in aller Stille eingestellt.

## Die Ölkrise
Während der Ölkrise in den 1970er-Jahren begann man in Brasilien mit der Extraktion von Alkohol aus Zuckerrohr zur Nutzung als Autotreibstoff, was sich heute zu einer blühenden Industrie entwickelt hat. „Movido à álcool“ (dt.: alkoholgetrieben) wurde bald zum Verkaufsslogan für alle Autos. Ford do Brasil brachte gerade das in Europa konstruierte Modell Escort heraus und entwickelte schnell einen höher verdichteten Motor für sein neuestes Modell. Auch die V8-Small-Block-Motoren der Ford-Luxusfahrzeuge Galaxie und Landau, die dann 1983 aus dem Programm fielen, wurden so angepasst.

## Zusammenschluss mit Volkswagen
Die wegen der astronomisch hohen Inflationsraten schwierige wirtschaftliche Situation im Südamerika der 1980er-Jahre zwang die Automobilhersteller, nach Möglichkeiten zur Kosteneinsparung zu suchen. Die brasilianischen und argentinischen Niederlassungen von Ford und Volkswagen entschlossen sich 1987, sich in einer neuen Holding namens Autolatina zusammenzuschließen. Volkswagen erhielt 51 % der Aktien und Ford die verbleibenden 49 %. Beide Marken behielten ihr eigenes Image, ihre Marketing- und Verkaufsstrukturen, ihre unabhängigen Händlernetze und Werkstätten. Alle anderen Abteilungen wurden zusammengeschlossen, was zu erheblichen Kosteneinsparungen, aber auch zu einer Personalreduktion von fast 50 % führte.

## Die Zeit von Autolatina
Der Escort als drei- und fünftürige Kombilimousine, der 1983 eingeführt wurde, und auch das zweitürige Cabriolet (ab 1985) verkauften sich gut. Doch entschloss sich Ford 1986, die fünftürige Version einzustellen und sich mit der dreitürigen Version auf die jüngere Kundschaft einzustellen. 1989 ersetzte Ford do Brasil im Escort den 1,6-l-R4-CHT-Motor durch die 1,8-l-Version des Volkswagen-AP-Vierzylinders und verband ihn mit dem Getriebe des deutschen Volkswagen Golf, sodass die Leistung beim Ghia auf 90 bhp (66 kW) stieg und beim sportlichen XR3 auf 99 bhp (73 kW).
Die gemeinsamen Autoprojekte führten zu neuen Modellen, wie dem Ford Verona (auch als Volkswagen Apollo), die 1989 herauskamen. Es waren Autos mit gleichen Plattform und VW-Motoren – es gab aber auch einen 1,6-l-R4-CHT-Motor von Ford –, die sich für einen Bruchteil der Kosten herstellen ließen, sodass beide Marken gegen den Hauptkonkurrenten Chevrolet wettbewerbsfähig blieben.
1990 kam der Ford Versailles, eine überarbeitete Version des Volkswagen Santana, heraus und fand sich in einem zunehmend positiveren wirtschaftlichen Klima.

## Wiedererlangte Unabhängigkeit
1994 einigten sich Ford und Volkswagen auf eine Wiederaufteilung der Autolatina. Dies geschah zum Teil wegen des 75. Geburtstages von Ford do Brasil und teilweise auch wegen der sinkenden Verkaufszahlen bei Ford, die den US-amerikanischen Hersteller dazu bewog, die Unabhängigkeit von Volkswagen zu suchen und die Kontrolle über all seine Geschäfte wieder selbst zu übernehmen. So konnte er schlanke Produktionsverfahren einführen, die die Wettbewerbsfähigkeit der Muttergesellschaft in den USA deutlich erhöht hatten. Technisch jedoch blieben die brasilianischen Ford bei den Motoren und Antrieben von Volkswagen.
1996 wurde auch der deutsche Ford Fiesta als neues Einstiegsmodell auf dem brasilianischen Markt eingeführt und ersetzte den Escort Hobby mit 1,0-l-R4-Motor, der 1993 als „carro popular“ (dt.: Wagen für das Volk) – eine Regierungsvorgabe an die Hersteller zur Produktion billiger und treibstoffsparender Autos – eingeführt worden war. Die gesamte Produktion des Escort – einschließlich des ersten Kombis für Brasilien – wurde nach Argentinien verlegt.

## Ford do Brasil im 21. Jahrhundert
Heute baut Ford do Brasil Modelle mit Zetec-Rocam-Motoren mit 1,0 und 1,6 Litern Hubraum, ebenso wie mit dem 2,0-l-R4-Duratec-Motor, die auch auf weltweit eingesetzten Plattformen, wie dem Ka, dem Fiesta und dem EcoSport, einer Softroader-Version des Fusion, verwendet wurden.
Ford do Brasil hat heute eine stabile Marktposition und ist mit durchschnittlich 12,5 % Marktanteil der viertgrößte Automobilhersteller Brasiliens.
Ein wichtiger Teil des Erfolges der lateinamerikanischen Aktivitäten im Ford-Konzern, die zurzeit den höchsten Profit abwerfen, ist die brandneue Fabrik in Camaçari (Bahia), in die Ford 4 Milliarden US-Dollar investiert hat, um ein Umfeld zu schaffen, in dem die Fertigungslinien direkt mit den Anlagen der Zulieferer verbunden sind. Hier werden der EcoSport und der Fiesta für den brasilianischen Markt und Märkte der Dritten Welt gefertigt.
Ford do Brasil bietet weiterhin importierte Modelle, wie den Focus (eingeführt aus Argentinien) und den F-250 an. Seit 2006 aber dient der in Mexiko gebaute Fusion als kostengünstiger Ersatz für den Ford Mondeo, da das Modell 2007 für den brasilianischen Markt als zu teuer angesehen wird, obwohl es in Argentinien angeboten wird. Der Fusion verkaufte sich in Brasilien recht gut und gilt als das meistverkaufte Modell in seinem Segment.
Ford do Brasil hat zurzeit 396 Verkaufsstellen von 233 Händlern.

## Schließung der Produktion 2021
Am 12. Januar 2021 gab der Vorstand der US-amerikanischen Muttergesellschaft Ford die Einstellung der Automobilproduktion in Brasilien bekannt. Die Werke in Camaçari und Taubaté (São Paulo) sollten dabei sofort geschlossen werden, während die Produktion der Geländewagensparte Troller im Werk Horizonte {Ceará} zu einem Zeitpunkt in der zweiten Jahreshälfte 2021 beendet werden soll. Den Hintergrund bilden anhaltende Verluste, sinkende Marktanteile und die jahrelange Wirtschaftskrise in Brasilien.
Ford will allerdings auf dem brasilianischen Automarkt mit importierten Fahrzeugen weiter aktiv bleiben. Zukünftig sollen die von Ford in Brasilien angebotenen Autos – wie teilweise schon zuvor – vor allem aus den Werken in den Mercosur-Nachbarländern Argentinien und Uruguay kommen.

## Modelle (in chronologischer Reihenfolge)
| - Ford Modell T (1909–1928) - Ford Coupe - Ford F-100 - Ford Jeep - Ford F-75 - Ford Aero - Ford Itamaraty - Ford Taurus - Ford Mondeo | - F-600 (1957–1961) - Ford Galaxie (1967–1977) - Ford Corcel (1968–1977) - Ford Galaxie LTD (1969–1983) - Ford Belina (1970–1991) - Ford Maverick (1973–1979) - Ford LTD II (1977–1979) - Ford Landau (1977–1983) - Ford Corcel II (1978–1986) - Ford F-1000 (1979–1998) – in Argentinien für den brasilianischen Markt gebaut - Ford Del Rey (1981–1991) - Ford Pampa (1982–1997) - Ford Escort (1983–2003) - Ford Verona (1989–1996) - Ford F-250 - Ford Explorer (1991–heute) - Ford Versailles (1991–1996) - Ford Fiesta (1996–heute) - Ford Courier (1996–heute) - Ford Ka (1997–heute) - Ford Ranger (1998–heute) – in Argentinien für den brasilianischen Markt gebaut - Ford Ranger EV (1998–2004) - Ford Focus (2000–heute) – in Argentinien für den brasilianischen Markt gebaut - Ford EcoSport (2003–heute) - Ford Fusion (2006–heute) – gebaut in Mexiko - Ford Edge (2008–heute) |